# كيفن كادوجان
كيفن كادوجان (بالإنجليزية: Kevin Cadogan)‏ هو عازف قيثارة ومنتج أسطوانات ومغني ومغن مؤلف أمريكي، ولد في 14 أغسطس 1970 في أوكلاند في الولايات المتحدة.

## وصلات خارجية
- الموقع الرسمي
- كيفن كادوجان على موقع IMDb (الإنجليزية)
- كيفن كادوجان على موقع ميوزك برينز (الإنجليزية)
- كيفن كادوجان على موقع أول ميوزيك (الإنجليزية)
- كيفن كادوجان على موقع ديسكوغز (الإنجليزية)